# Pieter Johannes Sijpesteijn
Pieter Johannes Sijpesteijn (Rotterdam, 16 settembre 1934 – Baarn, 28 maggio 1996) è stato un papirologo olandese.

## Biografia[1]
Studiò presso il Liceo Augustinianum di Eindhoven e successivamente presso il Liceo Erasmianum a Rotterdam, diplomandosi nel 1951. Si iscrisse quindi alla Università di Leiden dove studiò Lingue e Letterature classiche. Nel 1959/60 trascorse due semestri a Vienna. Conseguì il dottorato a Leiden nel 1961, sotto la guida di Bernard van Groningen, con la pubblicazione di alcuni papiri della collezione viennese.
Nei sei anni successivi, Sijpesteijn insegnò Lingue classiche nei licei olandesi, dapprima allo Stedelijk Gymnasium di Arnhem, poi all'Erasmianum di Rotterdam. Nel 1963 cominciò ad insegnare anche papirologia all'Università di Amsterdam come assistente. Nel 1967 fu nominato ricercatore di Papirologia e nel 1980 divenne professore. Dal 1987 assunse gli insegnamenti di Storia antica e discipline affini mantenendoli fino al 1995, quando richiese il pensionamento anticipato per supervisionare la creazione del nuovo Istituto archeologico olandese ad Atene.
Morì il 28 maggio 1996, in seguito ad una rapidissima malattia. È stato membro della Koninklijke Nederlandse Akademie van Wetenschappen. Era il padre dell'arabista Petra Sijpesteijn.
Fu autore di oltre 650 pubblicazioni nel campo della papirologia.

## Opere

### Principali pubblicazioni
- J.R.Rea, P.J.Sijpesteijn, Corpus Papyrorum Raineri V= CPR V, Griechische Texte, 2., 1976
- R.S. Bagnall, P.J.Sijpesteijn, K.A.Worp, Ostraka in Amsterdam Collections= O.Amst., Stud.Amst, 1976
- P.J.Sijpesteijn, K.A.Worp, Fünfuddreissing Wiener Papyri= P.Vind.Tand, Stud.Amst, 1976
- P.J.Sijpesteijn, The family of the Tiberii Iulii Theones= P.Theon, Studia amstelodamensia ad epigraphica ius antiquum et papyrologica pertinentia, 1976
- P.J.Sijpesteijn, The Aphrodite Papyri in the University of Michingan Papyrus Collection= P.Mich.XIII, in Mnemosyne, 1977
- P.J.Sijpesteijn, The Wisconsin Papyri II= P.Wisc.II, Stud.Amst, 1977
- P.J.Sijpesteijn, K.A.Worp, Zwei Landlisten aus dem Hermupolites= P.Herm.Landl., Stud.Amst, 1978
- R.P. Salomons, P.J.Sijpesteijn, Die Amsterdamer Papyri I=P.Amst.I, Stud.Amst, 1980
- R.S. Bagnall, P.J.Sijpesteijn, K.A.Worp, Greek Ostraka: a catalogue of the greek ostraka in the National Museum of Antiquitaties at Leiden, with a chapter on the Greek Ostraka in the Papyrological Institute of the University of Leiden, Leiden, 1980
- H. Harrauer, P.J.Sijpesteijn, Medizinische Rezepte und Verwandtes, Mittheilungen aus der Sammlung der Papyrus Erzherzog Rainer, 1981
- P.J.Sijpesteijn, Michigan Papyri=P.Mich.XV, Stud.Amst, 1982
- P.J.Sijpesteijn, K.A.Worp, Corpus Papyrorum Raineri V= CPR VIII, Griechische Texte, 5., 1983
- H. Harrauer, P.J.Sijpesteijn, Neue Texte aus dem antiken Unterricht, Mittheilungen aus der Sammlung der Papyrus Erzherzog Rainer, 1985
- P.J.Sijpesteijn, Text 180-189,195,196 in R.A. Coles et al., The Rendell Harris Papyri II=P.Harr.II, Stud.Amst, 1985
- P.J.Sijpesteijn, A.Verdult, Papyri in the collection of the Erasmus University (Rotterdam)=P.ErasmI, Pap.Brux, 1986
- R. Pintaudi, P.J.Sijpesteijn (eds), Tavolette lignee e cerate da varie collezioni= T.Varie, Pap.Flor. 1989
- P.J.Sijpesteijn, Papyri aus Panopolis in Corpus Papyrorum Raineri=CPR XVII B, Wien, 1991
- R. Pintaudi, P.J.Sijpesteijn, Ostraka greci da Narmuthis=O.Narm., Quaderni di Medinet Madi, 1993
- P.J.Sijpesteijn, K.A.Worp, Eine Steuerliste aus Pheretnuis=P.Pher, Stud.Amst, 1993